# Sémantique axiomatique
Pour un article plus général, voir Sémantique des langages de programmation.

La sémantique axiomatique est une approche basée sur la logique mathématique qui sert à prouver qu'un programme informatique est correct.

## L'idée
Cette sémantique tend à considérer un programme comme un transformateur de propriétés logiques, c'est-à-dire que la signification donnée au programme est un ensemble de prédicats qui sont vérifiés par l'état de la machine (caractérisé par sa mémoire) qui a exécuté le programme, à condition qu'un autre ensemble de prédicats ait été vérifié avant exécution.
L'enjeu est en général de trouver la sémantique axiomatique la plus fine possible : étant donné une spécification de sortie que l'on veut en général la plus forte (restrictive) possible, on cherche les préconditions les plus faibles (larges) qui aboutissent à ce résultat.

## Le langage: la logique de Hoare
Les propriétés de sémantique axiomatique s'expriment, en général, sous la forme d'expressions de la logique de Hoare :
{p}S{q}
où p et q sont des propriétés exprimées dans la logique des prédicats, p censé être vérifié par la mémoire avant exécution du programme S (anglais : statement), et q devant être vérifié après exécution de S sur une machine vérifiant p. Du fait que l'exécution du programme ne termine pas forcément, il y a en fait 2 interprétations d'une expression de la logique de Hoare :
- {p}S{q} veut dire « Si l'état de la mémoire satisfait p et S termine, alors, après exécution, l'état de la mémoire satisfait q. » : correction partielle
- [p]S[q] veut dire « Si l'état de la mémoire satisfait p, alors S termine et après exécution, l'état de la mémoire satisfait q. » : correction totale

Ces deux interprétations mènent à des sémantiques axiomatiques différentes.

## Preuves
Donner la sémantique axiomatique d'un programme, c'est réaliser la preuve de certaines propriétés sur celui-ci. Cette sémantique, cette preuve, peut être représentée, en général, par deux méthodes : soit par l'arbre d'inférence qui utilise explicitement les règles d'inférence spécifiques à la sémantique axiomatique du langage informatique utilisé (preuve à la Hoare), soit par la réécriture du programme en son entier, mais décoré de prédicats entre chaque instruction (preuve à la Floyd).
La preuve à la Floyd donne de plus une méthode systématique très pratique pour obtenir cette preuve dans les programmes impératifs séquentiels : on part de ce qui doit être vérifié après le programme, puis on remonte instruction par instruction en cherchant à chaque pas la précondition la plus faible.
Exemple : preuve à la Floyd de l'algorithme d'Euclide étendu
Ceci est l'algorithme d'Euclide étendu, qui calcule le pgcd des entrées a et b, ainsi que les coefficients p et q de l'identité de Bézout :
```
a0 = a;
b0 = b;
p = 1; q = 0;
r = 0; s = 1;
tant que b != 0 faire 
 c = a modulo b;
 quotient = a / b;
 a = b;
 b = c;
 nouveau_r = p - quotient * r;
 nouveau_s = q - quotient * s;
 p = r;
 q = s;
 r = nouveau_r;
 s = nouveau_s;
fait
```

Une des propriétés voulues à la fin est : a = p*a0 + q*b0. Nous allons remonter le programme instruction par instruction pour obtenir la preuve (à la Floyd) que cela est bien vérifié.

## La sémantique axiomatique et les autres
La sémantique axiomatique est l'une des sémantiques les plus grossières (anglais : coarse-grained) que l'on rencontre pour les langages de programmation. Elle est en effet une approximation, ou abstraction de la sémantique dénotationnelle, qui voit le programme comme une fonction qui transforme la mémoire et elle-même approxime la sémantique opérationnelle qui voit le programme comme une succession d'états de la machine.